# Remazol
Remazol er et kemisk farvestof til især farvning af tekstiler.
Remazolfarver er en reaktiv farve, hvilket vil sige, at de reagerer med stoffets fibre og indgår i en kemisk forbindelse med fibrene. Dette giver god lysægthed og vaskeægthed for de farvede tekstiler.
Farverne kan benyttes til silke, bomuld, hør, viscose og uld.
Farverne forhandles som farvepulver, der har lang holdbarhed ved opbevaring i beholder med tætsluttende låg (tørt, mørkt og køligt).
Farvepulveret blandes med vand og forskellige hjælpestoffer (kemikalier) afhængig af, hvad man ønsker at tilføre farve.

## Producent
Remazolfarver tilhører kemisk gruppen af vinylsulfoner, og er blandt de mindst giftige farvestoffer, vi kender i dag. De produceres af den tyske kemi-gigant Hoechst, der også levere til de fleste professionelle trykkere og farverier i Danmark. Hoechst er joint venture med bl.a. Dystar.

## Eksterne links
- Hoechst
- Dystar